# Gaetano Colella
Gaetano Colella (Mola di Bari, 29 settembre 1978) è un attore e sceneggiatore italiano.

## Biografia
Formatosi nella compagnia de "Le belle bandiere", Gaetano Colella debutta nel teatro nel 2001 nello spettacolo "Riccardo III" di Claudio Morganti. Nel corso della sua carriera teatrale ha lavorato con registi come Valter Malosti, Mimmo Borrelli, Emma Dante, Elena Bucci e Marco Sgrosso.
Accanto alla carriera teatrale lavora nel cinema e nella Tv come attore, lavorando con diversi registi come Gianluca Maria Tavarelli, Francesco Amato, Michele Soavi, Maria Sole Tognazzi.
Insieme ad Andrea Simonetti intraprende la carriera di sceneggiatore per la tv. Nel 2018 è vincitore del Premio Solinas  Experimenta Serie col progetto "Up & Down", poi prodotto e andato in onda su rai 3 e ancora disponibile su Rai Play .
Recentemente è attore nello spettacolo "La ferocia", diretto da Michele Santeramo e Gabriele Paolocà, vincitore del Premio Ubu "Miglior spettacolo teatrale dell'anno 2024" .

## Riconoscimenti
2021: Miglior Sceneggiatura al Prato Film Festival per il cortometraggio “Dorothy non deve morire”
2019: Miglior attore al Westminster Film Festival della UWSU Film Society con il corto “Cervelli in fuga”
2018: Premio Solinas  Experimenta Serie 2018 Solinas/Rai Fiction per la serie TV “Up&Down”
2015: Vincitore di Storie di lavoro 2015  come autore dello spettacolo “Capatosta”
2005: Vincitore del Premio Scenario  con lo spettacolo “Il deficiente”

## Filmografia

### Televisione
- Nebbia e delitti - 3, regia di Giampaolo Tescari (2009)
- Il commissario Zagaria,[8] regia di Antonello Grimaldi (2011)
- Tutta la musica del cuore, regia di Ambrogio Lo Giudice (2013)
- Petra, regia di Maria Sole Tognazzi (2019)
- Petra - seconda stagione,[9] regia di Maria Sole Tognazzi (2021)
- Makari - seconda stagione,[10] regia di Michele Soavi (2021)
- Imma Tataranni -3,[11] regia di Francesco Amato (2023)
- I casi dell'avvocato Guerrieri, regia di Gianluca Maria Tavarelli (2025)

### Cinema
- Controra, di Rossella De Venuto (2012)
- Cervelli in fuga, regia di Stefano Pedretti - cortometraggio (2018)
- Dorothy non deve morire, regia di Andrea Simonetti - cortometraggio (2021)
- La prima regola, regia di Massimiliano D'epiro (2021)

## Teatro
- Riccardo III, regia di Claudio Morganti (2001)
- Medea, regia di Emma Dante (2003)
- Nessuna omelia, testo e regia di Gaetano Colella e Gianfranco Berardi (2004)
- Macbeth, regia di Elena Bucci e Marco Sgrosso (2005)
- Il deficiente, testo e regia di Gaetano Colella e Gianfranco Berardi (2004)
- Popeye srl, testo e regia di Gaetano Colella e Gianfranco Berardi (2004)
- Santa Giovanna dei macelli, regia di Elena Bucci (2008)
- La locandiera, regia di Elena Bucci (2010)
- Svenimenti, regia di Elena Bucci (2014) [12]
- Capatosta, regia di Enrico Messina (2014)
- Il giardino dei ciliegi, regia di Valter Malosti (2016)
- Le relazioni pericolose, regia di Elena Bucci (2017) [13]
- La cupa, Fabbula di un omo che divinne un albero testo e regia di Mimmo Borrelli (2018) [14]
- Icaro caduto, regia di Enrico Messina (2018)
- Il caso W, regia di Claudio Morganti (2019) [15]
- La ferocia, regia di Michele Santeramo e Gabriele Paolocà (2024)

## Drammaturgia e sceneggiatura

### Cinema e Tv
- Dorothy non deve morire, sceneggiatore insieme a Andrea Simonetti e Lorenzo Bagnatori. Cortometraggio (2020)
- Up & Down, sceneggiatore insieme a Andrea Simonetti, pilota serie tv. Rai 3 e Rai Play (2020)

### Teatro
- Passionae, testo e regia di Gaetano Colella (2001), testo finalista al Premio Scenario
- Nessuna omelia, testo e regia di Gaetano Colella e Gianfranco Berardi (2004)
- Il deficiente, testo e regia di Gaetano Colella e Gianfranco Berardi (2004) - spettacolo vincitore del Premio Scenario 2005 [16]
- Capatosta, testo di Gaetano Colella, regia di Enrico Messina (2014) [17]
- Icaro caduto, testo di Gaetano Colella, regia di Enrico Messina  (2018) [18]
- Il minotauro, testo di Gaetano Colella, regia di Maria Maglietta (2020) [19]
- Chiaroscuro - vita di Artemisia Gentileschi,  testo di Gaetano Colella, regia di Andrea Chiodi (2023) [20]
- Ultimo round, testo e regia di Gaetano Colella [21]

### Radio
- Esodo, radiodramma andato in onda su Rai Radio3 e disponibile sulla piattaforma Raiplaysound. (2013) [22][23]

## Pubblicazioni
- Capatosta e altre storie, di Gaetano Colella, edito da Edit@ casa editrice e libraria. Taranto. 2016  - ISBN 9788899545123
- Storie di Creta, di Gaetano Colella, edito da Cue Press, Imola - 2019  ISBN 9788855100502